# Malische Fußballnationalmannschaft (U-23-Männer)
Die malische U-23-Fußballnationalmannschaft ist eine Auswahlmannschaft malischer Fußballspieler, die der Fédération Malienne de Football unterliegt. Sie repräsentiert den Verband bei internationalen Freundschaftsspielen wie auch bei den Afrikaspielen und beim U-23-Afrika-Cup, welcher seit 2011 über die Teilnahme an den Olympischen Sommerspielen entscheidet.

## Geschichte
Erstmals konnte sich die Mannschaft im Jahr 1991 für ein Turnier der Afrikaspiele qualifizieren. Danach gelang nochmal eine Qualifikation für die Ausgabe 1999, in beiden Fällen kam die Mannschaft aber nicht über die Gruppenphase hinaus. Seit den Spielen 2019 nimmt die U-20 an dem Wettbewerb teil.
Erstmals konnte sich die Mannschaft für die Ausgabe 2015 des U-23-Afrika-Cup qualifizieren. Anschließend daran gelang auch eine Qualifikation für das Turnier im Jahr 2019, in beiden Fällen schied man aber bereits in der Gruppenphase aus und bekam somit auch nicht die Chance sich für das olympische Turnier zu qualifizieren.

## Ergebnisse bei Turnieren
| Jahr | Platzierung        |
| ---- | ------------------ |
| 1991 | Gruppenphase       |
| 1995 | nicht qualifiziert |
| 1999 | Gruppenphase       |
| 2003 | nicht qualifiziert |
| 2007 | nicht qualifiziert |
| 2011 | nicht qualifiziert |
| 2015 | nicht qualifiziert |

| Jahr | Platzierung        |
| ---- | ------------------ |
| 2011 | nicht qualifiziert |
| 2015 | Gruppenphase       |
| 2019 | Gruppenphase       |
| 2023 | steht noch aus     |